# Susanna Pöykiö
Susanna Pöykiö (Oulu, 22 de fevereiro de 1982) é uma ex-patinadora artística finlandesa que competiu em provas do individual feminino. Ela conquistou uma medalha de prata (2005) e uma de bronze (2009) em campeonatos europeus, ela também disputou os Jogos Olímpicos de Inverno de 2006 em Turim, onde terminou na 13.ª posição.

## Principais resultados
| Resultados | Resultados    | Resultados      | Resultados      | Resultados        | Resultados      | Resultados        | Resultados       | Resultados        | Resultados      | Resultados       | Resultados        | Resultados        | Resultados        |
| Internacional                                                                                                   | Internacional | Internacional   | Internacional   | Internacional     | Internacional   | Internacional     | Internacional    | Internacional     | Internacional   | Internacional    | Internacional     | Internacional     | Internacional     |
| Evento/Temporada                                                                                                | 1997– 1998    | 1998– 1999      | 1999– 2000      | 2000– 2001        | 2001– 2002      | 2002– 2003        | 2003– 2004       | 2004– 2005        | 2005– 2006      | 2006– 2007       | 2007– 2008        | 2008– 2009        | 2009– 2010        |
| --- | ------------- | --------------- | --------------- | ----------------- | --------------- | ----------------- | ---------------- | ----------------- | --------------- | ---------------- | ----------------- | ----------------- | ----------------- |
| Jogos Olímpicos                                                                                                 |               |                 |                 |                   |                 |                   |                  |                   | 13.ª            |                  |                   |                   |                   |
| Campeonato Mundial                                                                                              |               |                 |                 |                   | 11.ª            |                   | 12.ª             | 8.ª               | 9.ª             | 8.ª              |                   | 13.ª              |                   |
| Campeonato Europeu                                                                                              |               |                 |                 |                   | 6.ª             | 9.ª               | 6.ª              | Medalha de prata  | 7.ª             | 4.ª              |                   | Medalha de bronze | WD                |
| GP Bofrost Cup on Ice                                                                                           |               |                 |                 |                   | 8.ª             | Medalha de bronze | Medalha de prata |                   |                 |                  |                   |                   |                   |
| GP Cup of China                                                                                                 |               |                 |                 |                   |                 |                   |                  |                   |                 |                  | 8.ª               | 5.ª               |                   |
| GP Cup of Russia                                                                                                |               |                 |                 |                   |                 |                   |                  |                   | 4.ª             |                  |                   |                   |                   |
| GP NHK Trophy                                                                                                   |               |                 |                 |                   |                 |                   | 4.ª              |                   |                 |                  |                   |                   |                   |
| GP Skate America                                                                                                |               |                 |                 |                   |                 |                   | 5.ª              | 5.ª               |                 |                  |                   | 6.ª               | 11.ª              |
| GP Skate Canada International                                                                                   |               |                 |                 |                   |                 | 9.ª               |                  | Medalha de bronze | WD              | 5.ª              |                   |                   |                   |
| GP Trophée Éric Bompard                                                                                         |               |                 |                 |                   |                 |                   |                  |                   |                 | 5.ª              |                   |                   |                   |
| Campeonato Nórdico                                                                                              |               |                 |                 |                   |                 |                   |                  |                   |                 | Medalha de ouro  |                   |                   |                   |
| Finlandia Trophy                                                                                                |               |                 |                 | 4.ª               | 6.ª             | Medalha de ouro   | Medalha de ouro  | Medalha de ouro   |                 | Medalha de prata | Medalha de prata  | 5.ª               | 10.ª              |
| Nebelhorn Trophy                                                                                                |               |                 |                 | 10.ª              | 15.ª            |                   |                  |                   |                 |                  |                   |                   |                   |
| Internacional – Júnior                                                                                          |               |                 |                 |                   |                 |                   |                  |                   |                 |                  |                   |                   |                   |
| Campeonato Mundial Júnior                                                                                       |               |                 |                 | Medalha de bronze |                 |                   |                  |                   |                 |                  |                   |                   |                   |
| JGP Grand Prix Júnior Final                                                                                     |               |                 |                 | 6.ª               |                 |                   |                  |                   |                 |                  |                   |                   |                   |
| JGP JGP Japão                                                                                                   |               |                 | 11.ª            |                   |                 |                   |                  |                   |                 |                  |                   |                   |                   |
| JGP JGP Noruega                                                                                                 |               |                 |                 | Medalha de ouro   |                 |                   |                  |                   |                 |                  |                   |                   |                   |
| JGP JGP Suécia                                                                                                  |               |                 | 5.ª             |                   |                 |                   |                  |                   |                 |                  |                   |                   |                   |
| JGP JGP Ucrânia                                                                                                 |               |                 |                 | Medalha de bronze |                 |                   |                  |                   |                 |                  |                   |                   |                   |
| Campeonato Nórdico                                                                                              | 6.ª           |                 |                 |                   |                 |                   |                  |                   |                 |                  |                   |                   |                   |
| Gardena Spring Trophy                                                                                           |               |                 |                 | Medalha de prata  |                 |                   |                  |                   |                 |                  |                   |                   |                   |
| Nacional |               |                 |                 |                   |                 |                   |                  |                   |                 |                  |                   |                   |                   |
| Campeonato Finlandês                                                                                            |               |                 | Medalha de ouro | Medalha de bronze | Medalha de ouro | WD                |                  | Medalha de ouro   | Medalha de ouro | Medalha de ouro  | Medalha de bronze | Medalha de bronze | Medalha de bronze |
| Campeonato Finlandês – Júnior                                                                                   |               | Medalha de ouro |                 |                   |                 |                   |                  |                   |                 |                  |                   |                   |                   |
| |               |                 |                 |                   |                 |                   |                  |                   |                 |                  |                   |                   |                   |
| Legenda: GP = Grand Prix; JGP = Grand Prix Júnior; WD = Abandonou; Competição não foi disputada nesta temporada |               |                 |                 |                   |                 |                   |                  |                   |                 |                  |                   |                   |                   |